# FTO基因
FTO基因全稱脂肪和肥胖相关基因（Fat mass and obesity-associated），在人類基因組中位於16號染色體，此基因編碼的FTO蛋白屬AlkB家族（即與細菌的AlkB蛋白同源），為α-酮戊二酸依赖性羟化酶。此基因可能與肥胖症有關。2011年何川實驗室發現FTO蛋白可將mRNA上的N6-甲基腺苷（m6A）去甲基化成腺苷（A），為第一個被發現的mRNA去甲基酶。